# Natalie Glebova

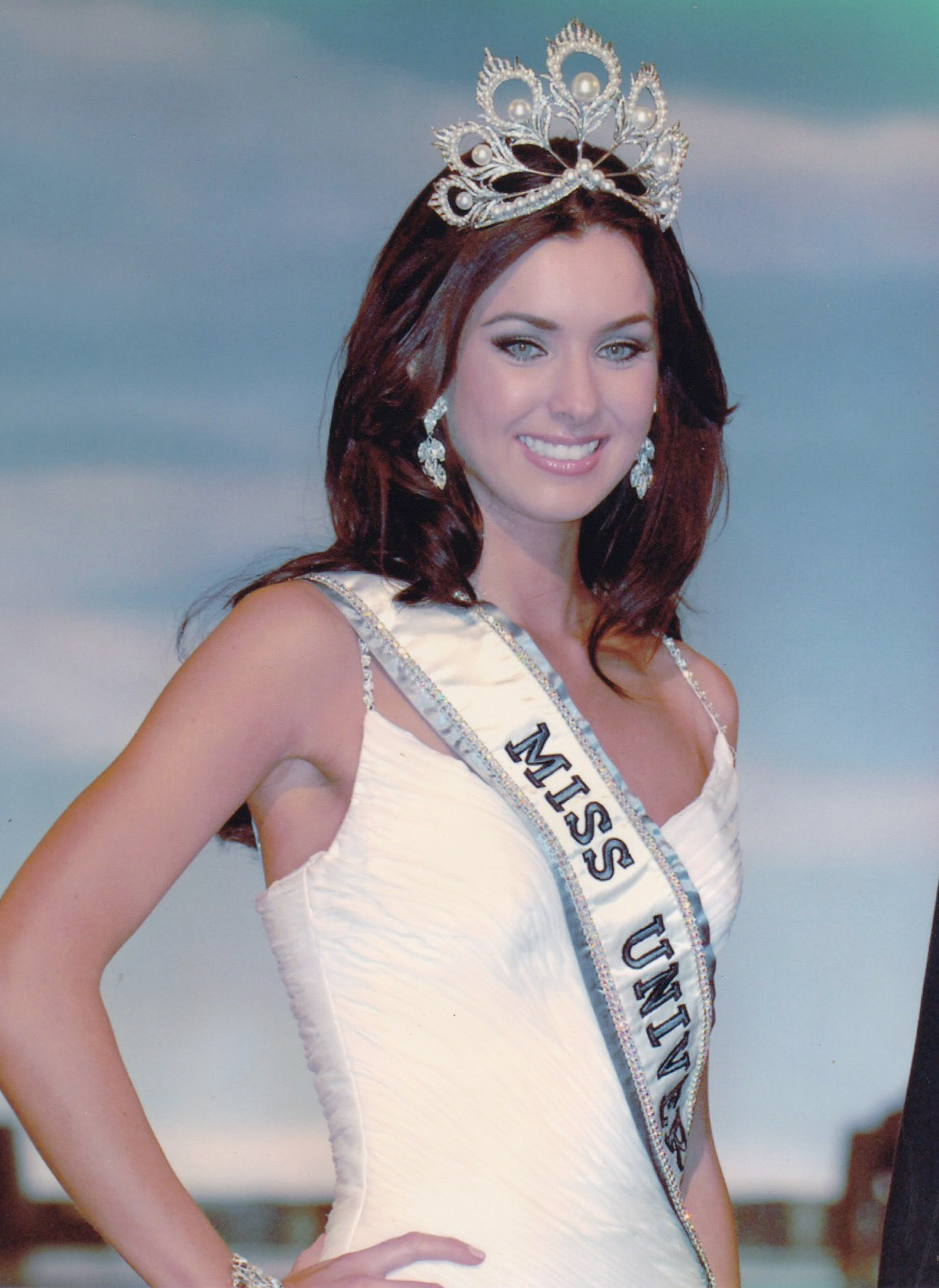
Natalie Glebova in 2005.

Natalie Vladimirovna Glebova (Russisch: Наталья Владимировна Глебова) (Toeapse, 11 november 1981) is een Canadees model van Russische afkomst.
Ze woont in Toronto. In 2005 werd ze verkozen tot Miss Universe Canada en ze won op 31 mei 2005 de Miss Universe-verkiezing in Bangkok (Thailand). Ze werkt als model en behaalde een bachelor aan de Ryerson University.